# Atractus albuquerquei
Atractus albuquerquei là một loài rắn trong họ Colubridae. Loài này được Da Cunha & Do Nascimento mô tả khoa học đầu tiên năm 1983.